# رانتشو ميراج (كاليفورنيا)
رانتشو ميراج (بالإنجليزية: Rancho Mirage)‏ هي إحدى مدن مقاطعة ريفيرسيدي، كاليفورنيا. تم إعطاءها لقب مدينة في 3 أغسطس، 1973.

## التركيبة السكانية
حدّد مكتب تعداد الولايات المتحدة بيانات التركيبة السكانية لرانتشو ميراج في تعداد الولايات المتحدة. في ما يلي، التركيبة السكانية حسب تعدادي 2000 و2010.

### تعداد عام 2000
بلغ عدد سكان رانتشو ميراج 13,249 نسمة بحسب تعداد عام 2000، وبلغ عدد الأسر 6,813 أسرة وعدد العائلات 4,077 عائلة مقيمة في المدينة. في حين سجلت الكثافة السكانية 198.7 نسمة لكل كيلومتر مربع (514.6/ميل2). وبلغ عدد الوحدات السكنية 11,816 وحدة بمتوسط كثافة قدره 177.2 لكل كيلومتر مربع (458.9/ميل2).
وتوزع التركيب العرقي للمدينة بنسبة 92.69% من البيض و0.89% من الأمريكيين الأفارقة و0.20% من الأمريكيين الأصليين و1.25% من الأمريكيين ذوي الأصول الآسيوية و0.11% من سكان جزر المحيط الهادئ و3.62% من الأعراق الأخرى و1.25% من عرقين مختلطين أو أكثر و9.44% من الهسبانيون أو اللاتينيون من أي عرق.
بلغ عدد الأسر 6,813 أسرة كانت نسبة 11.5% منها لديها أطفال تحت سن الثامنة عشر تعيش معهم، وبلغت نسبة الأزواج القاطنين مع بعضهم البعض 52.9% من أصل المجموع الكلي للأسر، ونسبة 5.2% من الأسر كان لديها معيلات من الإناث دون وجود شريك، بينما كانت نسبة 1.8% من الأسر لديها معيلون من الذكور دون وجود شريكة وكانت نسبة 40.2% من غير العائلات. تألفت نسبة 32.3% من أصل جميع الأسر من عدة أفراد يعيشون في نفس المنزل ونسبة 19.8% كانت تتألف من شخص يعيش بمفرده يبلغ من العمر 65 عاماً أو أكثر. وبلغ متوسط حجم الأسرة المعيشية 1.92، أما متوسط حجم العائلات فبلغ 2.36.
بلغ العمر الوسطي للسكان 61.3 عاماً. وكانت نسبة 10.2% من القاطنين تحت سن الثامنة عشر، وكانت نسبة 2.7% بين الثامنة عشر والرابعة والعشرين عاماً، ونسبة 13.9% كانت واقعةً في الفئة العمرية ما بين الخامسة والعشرين والرابعة والأربعين عاماً، ونسبة 30% كانت ما بين الخامسة والأربعين والرابعة والستين، ونسبة 42.1% كانت ضمن فئة الخامسة والستين عاماً فما فوق. يوجد لكل 100 أنثى 91.9 ذكر، ويوجد لكل 100 أنثى في الثامنة عشر من عمرها فما فوق 91.4 ذكر.
بلغ متوسط دخل الأسرة في المدينة 59,826 دولارًا، أما متوسط دخل العائلة فبلغ 78,384 دولارًا. وكان متوسط دخل الذكور 50,027 دولارًا مقابل 36,529 دولارًا للإناث. وسجل دخل الفرد الخاص بالمدينة 58,603 دولارًا. وكانت نسبة 4.4% من العائلات ونسبة 5.9% من السكان تحت خط الفقر، وكان من هؤلاء نسبة 9.4% تحت سن الثامنة عشر ونسبة 3.2% في الخامسة والستين من العمر وما فوق.

### تعداد عام 2010
بلغ عدد سكان رانتشو ميراج 17,218 نسمة بحسب تعداد عام 2010، وبلغ عدد الأسر 8,829 أسرة وعدد العائلات 4,825 عائلة مقيمة في المدينة. في حين سجلت الكثافة السكانية 258.3 نسمة لكل كيلومتر مربع (669.0/ميل2). وبلغ عدد الوحدات السكنية 14,243 وحدة بمتوسط كثافة قدره 213.6 لكل كيلومتر مربع (553.2/ميل2).
وتوزع التركيب العرقي للمدينة بنسبة 88.67% من البيض و1.49% من الأمريكيين الأفارقة و0.55% من الأمريكيين الأصليين و3.78% من الأمريكيين ذوي الأصول الآسيوية و0.08% من سكان جزر المحيط الهادئ و3.47% من الأعراق الأخرى و1.96% من عرقين مختلطين أو أكثر و11.41% من الهسبانيون أو اللاتينيون من أي عرق.
بلغ عدد الأسر 8,829 أسرة كانت نسبة 11.7% منها لديها أطفال تحت سن الثامنة عشر تعيش معهم، وبلغت نسبة الأزواج القاطنين مع بعضهم البعض 47.1% من أصل المجموع الكلي للأسر، ونسبة 5.1% من الأسر كان لديها معيلات من الإناث دون وجود شريك، بينما كانت نسبة 2.4% من الأسر لديها معيلون من الذكور دون وجود شريكة وكانت نسبة 45.4% من غير العائلات. تألفت نسبة 34.6% من أصل جميع الأسر من عدة أفراد يعيشون في نفس المنزل ونسبة 22.2% كانت تتألف من شخص يعيش بمفرده يبلغ من العمر 65 عاماً أو أكثر. وبلغ متوسط حجم الأسرة المعيشية 1.94، أما متوسط حجم العائلات فبلغ 2.46.
بلغ العمر الوسطي للسكان 62.3 عاماً. وكانت نسبة 10.6% من القاطنين تحت سن الثامنة عشر، وكانت نسبة 3% بين الثامنة عشر والرابعة والعشرين عاماً، ونسبة 10.9% كانت واقعةً في الفئة العمرية ما بين الخامسة والعشرين والرابعة والأربعين عاماً، ونسبة 31.4% كانت ما بين الخامسة والأربعين والرابعة والستين، ونسبة 44% كانت ضمن فئة الخامسة والستين عاماً فما فوق. وتوزع التركيب الجنسي للسكان بنسبة 49.4% ذكور و50.6% إناث.

## المناخ
يظهر الجدول التالي التغييرات المناخية على مدار السنة لرانتشو ميراج:
| البيانات المناخية لـرانتشو ميراج  | البيانات المناخية لـرانتشو ميراج | البيانات المناخية لـرانتشو ميراج | البيانات المناخية لـرانتشو ميراج | البيانات المناخية لـرانتشو ميراج | البيانات المناخية لـرانتشو ميراج | البيانات المناخية لـرانتشو ميراج | البيانات المناخية لـرانتشو ميراج | البيانات المناخية لـرانتشو ميراج | البيانات المناخية لـرانتشو ميراج | البيانات المناخية لـرانتشو ميراج | البيانات المناخية لـرانتشو ميراج | البيانات المناخية لـرانتشو ميراج | البيانات المناخية لـرانتشو ميراج |
| الشهر                             | يناير                            | فبراير                           | مارس                             | أبريل                            | مايو                             | يونيو                            | يوليو                            | أغسطس                            | سبتمبر                           | أكتوبر                           | نوفمبر                           | ديسمبر                           | المعدل السنوي                    |
| --------------------------------- | -------------------------------- | -------------------------------- | -------------------------------- | -------------------------------- | -------------------------------- | -------------------------------- | -------------------------------- | -------------------------------- | -------------------------------- | -------------------------------- | -------------------------------- | -------------------------------- | -------------------------------- |
| متوسط درجة الحرارة الكبرى °ف (°م) | 69.8 (21.0)                      | 72.1 (22.3)                      | 78.6 (25.9)                      | 85.3 (29.6)                      | 93.4 (34.1)                      | 101.7 (38.7)                     | 105.6 (40.9)                     | 104.5 (40.3)                     | 99.5 (37.5)                      | 89.4 (31.9)                      | 77.4 (25.2)                      | 68.2 (20.1)                      | 87.1 (30.6)                      |
| متوسط درجة الحرارة الصغرى °ف (°م) | 49.5 (9.7)                       | 51.3 (10.7)                      | 54.7 (12.6)                      | 58.8 (14.9)                      | 64.8 (18.2)                      | 71.6 (22.0)                      | 79.0 (26.1)                      | 78.6 (25.9)                      | 74.3 (23.5)                      | 66.4 (19.1)                      | 56.1 (13.4)                      | 48.4 (9.1)                       | 62.8 (17.1)                      |
| الهطول إنش (مم)                   | 0.68 (17)                        | 0.80 (20)                        | 0.40 (10)                        | 0.07 (1.8)                       | 0.04 (1.0)                       | 0.01 (0.25)                      | 0.29 (7.4)                       | 0.48 (12)                        | 0.37 (9.4)                       | 0.21 (5.3)                       | 0.29 (7.4)                       | 0.61 (15)                        | 4.20 (107)                       |
| المصدر: deepcanyon.ucnrs.org      |                                  |                                  |                                  |                                  |                                  |                                  |                                  |                                  |                                  |                                  |                                  |                                  |                                  |